# Campionati mondiali di pentathlon moderno 1970
I campionati mondiali di pentathlon moderno 1970 si sono svolti a Warendorf, nella Repubblica Federale di Germania. Si sono disputate le gare maschili individuali ed a squadre.

## Risultati

### Maschili
| Evento      | Oro                                           | Argento                                                            | Bronzo                                                 |
| Individuale | Peter Kelemen                                 | András Balczó                                                      | Borys Onyščenko                                        |
| A squadre   | Ungheria Pál Bakó András Balczó Peter Kelemen | Unione Sovietica Borys Onyščenko Vyacheslav Byelov Stasys Šaparnis | Germania Ovest Walter Esser Elmar Frings Karsten Reder |

## Medagliere
| Posizione | Paese            |   |   |   | Totale |
| --------- | ---------------- | - | - | - | ------ |
| 1         | Ungheria         | 2 | 1 | 0 | 3      |
| 2         | Unione Sovietica | 0 | 1 | 1 | 2      |
| 3         | Germania Ovest   | 0 | 0 | 1 | 1      |
| Totale    | Totale           | 2 | 2 | 2 | 6      |